# マルガ・プロエンス
マルガ・プロエンス（Marga Prohens）ことマルガリータ・プロエンス・リゴ（Margalida Prohens Rigo、1982年5月24日 - ）は、スペイン・バレアレス諸島州カンポス出身の政治家。国民党(PP)所属。2023年からバレアレス諸島州首相を務めている。

## 経歴

### 青年時代
1982年5月24日、バレアレス諸島マヨルカ島のカンポスに生まれた。バルセロナのプンペウ・ファブラ大学で翻訳と通訳の学位を取得した。2005年に国民党(PP)の青年組織に加入した。

### 政治家として
2011年にバレアレス諸島州議会議員に初当選した。2015年から2018年まで、州議会における国民党の報道官を務めた。2019年にはスペイン下院議員に初当選した。
2018年7月、国民党のパブロ・カサード党首はプロエンスを国民党の内部広報担当に任命した。2021年、ビエル・コンパニーの後任として国民党バレアレス諸島州支部長に就任した。2022年2月の第20回国民党大会においてはカサードへの信任を撤回し、アルベルト・ヌーニェス・フェイホーを支持した。

### バレアレス諸島州首相
2023年5月28日のバレアレス諸島州議会選挙には国民党の州首相候補として臨んだ。国民党は全59議席の過半数には達しなかったが、9議席増の26議席を獲得して第1党となった。州首相指名投票ではVoxの支持も得て、プロエンスは7月7日に州首相に就任した。